# Quinzième gouvernement de Croatie
République de Croatie
XIVe XVIe
Le quinzième gouvernement de Croatie (en croate : Petnaesta Vlada Republike Hrvatske) est le gouvernement de la république de Croatie entre le 22 juillet 2020 et le 17 mai 2024, durant la 10e législature du Parlement.
Il est dirigé par le conservateur Andrej Plenković, à nouveau vainqueur des élections législatives à la majorité relative, et constitue un gouvernement minoritaire. Il succède XIVe gouvernement.

## Historique du mandat
Dirigé par le Premier ministre conservateur sortant Andrej Plenković, ce gouvernement est constitué et soutenu par une coalition de centre droit entre l'Union démocratique croate (HDZ) et le Parti démocratique indépendant serbe (SDSS). Ensemble, ils disposent de 69 députés sur 151, soit 45,7 % des sièges du Parlement. Il bénéficie du soutien sans participation du Parti populaire croate - Démocrates libéraux (HNS), du Parti populaire - Les Réformistes (NS-R) et du reste des minorités nationales. Ensemble, ils disposent de 7 députés sur 151, soit 4,6 % des sièges du Parlement.
Il est formé à la suite des élections législatives anticipées du 5 juillet 2020.
Il succède donc au XIVe gouvernement, constitué et soutenu par une coalition entre la HDZ et le HNS, et bénéficiant du soutien de plusieurs petits partis et des représentants des minorités.

### Formation
Au cours du scrutin parlementaire, l'Union démocratique au pouvoir remporte une nette victoire en confortant sa majorité relative avec plus de 65 députés, soit plus de 20 sièges d'avance sur les sociaux-démocrates, alors que les sondages annonçaient un résultat serré. Le bon résultat du Mouvement patriotique de Miroslav Škoro (MPMŠ) ne lui permet pas de jouer les « faiseurs de roi » en raison de l'avance enregistrée par la HDZ.
Dès le lendemain du scrutin, Andrej Plenković sécurise le soutien des deux partis libéraux, le Parti populaire croate et le Parti populaire - Les Réformistes, ainsi que des huit élus des minorités, soit un total de 76 soutiens. Le 16 juillet, le président de la République Zoran Milanović charge le chef de l'exécutif sortant de la mission de constituer une nouvelle équipe gouvernementale. Présentant sa liste de 17 ministres — dont un Serbe de Croatie désigné vice-Premier ministre — aux députés le 22 juillet, Plenković remporte le vote de confiance par 76 voix pour, soit l'exacte majorité absolue, et 59 contre.

## Composition

### Initiale (22 juillet 2020)
- Les nouveaux ministres sont indiqués en gras, ceux ayant changé d'attributions en italique.

| Portefeuille                                                                             | Titulaire | Titulaire                                                                               | Parti |
| ---------------------------------------------------------------------------------------- | --------- | --------------------------------------------------------------------------------------- | ----- |
| Premier ministre                                                                         |           | Andrej Plenković                                                                        | HDZ   |
| Vice-Premier ministre Ministre des Anciens combattants                                   |           | Tomo Medved                                                                             | HDZ   |
| Vice-Premier ministre Ministre de l'Intérieur                                            |           | Davor Božinović                                                                         | HDZ   |
| Vice-Premier ministre Ministre des Finances                                              |           | Zdravko Marić                                                                           | Sans  |
| Vice-Premier ministre Délégué aux Affaires sociales, aux Droits des minorités et humains |           | Boris Milošević                                                                         | SDSS  |
| Ministre des Affaires étrangères et européennes                                          |           | Gordan Grlic Radman                                                                     | HDZ   |
| Ministre de la Défense                                                                   |           | Mario Banožić                                                                           | HDZ   |
| Ministre de la Justice et de l'Administration publique                                   |           | Ivan Malenica                                                                           | HDZ   |
| Ministre de l'Aménagement du territoire, des Travaux publics et des Propriétés de l'État |           | Darko Horvat (jusqu'au 19/02/2022) Dunja Magaš (a.i. jusqu'au 06/03/2022) Ivan Paladina | HDZ   |
| Ministère du Travail, des Retraites, de la Famille et de la Politique sociale            |           | Josip Aladrović                                                                         | HDZ   |
| Ministre de la Culture et des Médias                                                     |           | Nina Obuljen Koržinek                                                                   | Sans  |
| Ministre du Tourisme et des Sports                                                       |           | Nikolina Brnjac                                                                         | HDZ   |
| Ministre de l'Agriculture                                                                |           | Marija Vučković                                                                         | HDZ   |
| Ministre de la Science et de l'Éducation                                                 |           | Radovan Fuchs                                                                           | HDZ   |
| Ministre des Affaires maritimes, des Transports et des Infrastructures                   |           | Oleg Butković                                                                           | HDZ   |
| Ministre de l'Économie et du Développement durable                                       |           | Tomislav Ćorić                                                                          | HDZ   |
| Ministre du Développement régional et des Fonds communautaires                           |           | Nataša Tramišak                                                                         | HDZ   |
| Ministre de la Santé                                                                     |           | Vili Beroš                                                                              | HDZ   |

### Remaniement du 29 avril 2022
- Les nouveaux ministres sont indiqués en gras, ceux ayant changé d'attributions en italique.

| Portefeuille                                                                             | Titulaire | Titulaire                                                                    | Parti |
| ---------------------------------------------------------------------------------------- | --------- | ---------------------------------------------------------------------------- | ----- |
| Premier ministre                                                                         |           | Andrej Plenković                                                             | HDZ   |
| Vice-Premier ministre Ministre des Anciens combattants                                   |           | Tomo Medved                                                                  | HDZ   |
| Vice-Premier ministre Ministre de l'Intérieur                                            |           | Davor Božinović                                                              | HDZ   |
| Vice-Premier ministre Ministre des Finances                                              |           | Zdravko Marić (jusqu'au 15/07/2022)                                          | Sans  |
| Vice-Premier ministre Délégué aux Affaires sociales, aux Droits des minorités et humains |           | Anja Šimpraga                                                                | SDSS  |
| Vice-Premier ministre                                                                    |           | Oleg Butković (à partir du 15/07/2022)                                       | HDZ   |
| Ministre des Affaires étrangères et européennes                                          |           | Gordan Grlic Radman                                                          | HDZ   |
| Ministre de la Défense                                                                   |           | Mario Banožić (jusqu'au 11/11/2023) Zdravko Jakop                            | HDZ   |
| Ministre de la Justice et de l'Administration publique                                   |           | Ivan Malenica                                                                | HDZ   |
| Ministre de l'Aménagement du territoire, des Travaux publics et des Propriétés de l'État |           | Ivan Paladina (jusqu'au 17/01/2023) Branko Bačić                             | HDZ   |
| Ministère du Travail, des Retraites, de la Famille et de la Politique sociale            |           | Marin Piletić                                                                | HDZ   |
| Ministre de la Culture et des Médias                                                     |           | Nina Obuljen Koržinek                                                        | Sans  |
| Ministre du Tourisme et des Sports                                                       |           | Nikolina Brnjac                                                              | HDZ   |
| Ministre de l'Agriculture                                                                |           | Marija Vučković                                                              | HDZ   |
| Ministre de la Science et de l'Éducation                                                 |           | Radovan Fuchs                                                                | HDZ   |
| Ministre des Affaires maritimes, des Transports et des Infrastructures                   |           | Oleg Butković                                                                | HDZ   |
| Ministre de l'Économie et du Développement durable                                       |           | Davor Filipović (jusqu'au 12/12/2023) Damir Habijan (à partir du 20/12/2023) | HDZ   |
| Ministre du Développement régional et des Fonds communautaires                           |           | Nataša Tramišak (jusqu'au 17/01/2023) Šime Erlić                             | HDZ   |
| Ministre de la Santé                                                                     |           | Vili Beroš                                                                   | HDZ   |
| Ministre des Finances                                                                    |           | Marko Primorac (à partir du 15/07/2022)                                      | HDZ   |